# Noruega en los Juegos Olímpicos de Melbourne 1956
Noruega estuvo representada en los Juegos Olímpicos de Melbourne 1956 por un total de 22 deportistas que compitieron en 6 deportes.  
El portador de la bandera en la ceremonia de apertura fue el regatista Thor Thorvaldsen.

## Medallistas
El equipo olímpico noruego obtuvo las siguientes medallas:
| Nombre         | Deporte   | Competición         |
| -------------- | --------- | ------------------- |
| Oro            |           |                     |
| Egil Danielsen | Atletismo | Jabalina M          |
| Plata          |           |                     |
| —              |           |                     |
| Bronce         |           |                     |
| Audun Boysen   | Atletismo | 800 m M             |
| Ernst Larsen   | Atletismo | 3000 m obstáculos M |